# Nàufrag
Nàufrag (títol original: Cast Away) és una pel·lícula estatunidenca del 2000 dirigida per Robert Zemeckis i que protagonitza Tom Hanks. La pel·lícula descriu els esforços d'un home per sobreviure en una illa deserta. El rodatge va tenir lloc al nord-oest de les illes Fiji, a l'illa volcànica de Monuriki. Ha estat doblada al català central i al valencià.

## Argument
Chuck Noland (Tom Hanks) és un hiperactiu executiu que viu addicte i immers en el seu treball en una empresa de correu exprés (FedEx) on els rellotges són la pauta de la seva agitada vida, la seva promesa amb prou feines pot compartir temps amb ell. Tota la seva vida es basa en minuts i compliments de lliuraments; supervisa ell mateix cada operació d'importància. El seu lema és que l'home viu en funció del temps.
La promesa de Noland és Kelly (Helen Hunt), una estudiant universitària amb la qual passa algunes hores. Per Nadal, Noland lliura un regal a Kelly (aparentment un anell de compromís) i ella li dona un rellotge de butxaca amb la seva foto a l'interior de la tapa. El protagonista ha d'anar a Hawaii, tornar en vuit dies més i aborda un avió de Fedex. La seva vida fa un brusc canvi quan la nau en què viatja cau al mar en travessar una tempesta imprevista, i deixa Chuck com a únic supervivent en una illa tropical de tot just centenars de metres, totalment apartat de la resta del món.
El desenvolupament de la història mostra com es torna l'home davant d'aquesta adversitat, aprofitant qualsevol element que estigui disponible, sigui natural o les restes del destrossat vehicle que el transportava, en aquest sentit és una versió moderna del llegendari Robinson Crusoe.

## Producció
Robert Zemeckis ens mostra en aquesta història la capacitat de supervivència d'un mateix per sobre de la seva condició humana adaptant-se al medi en què un ha de viure.
Hanks, qui va desenvolupar la idea original de la pel·lícula durant un sopar amb Zemeckis i va participar amb el guionista William Broyles Jr. a crear el guió durant el rodatge d'Apol·lo 13. A mesura que el guió prenia forma, Tom Hanks va proposar que el seu personatge fos un executiu de FedEx que viatja pel món supervisant projectes i emfatitzar així la seva capacitat d'analitzar situacions relacionades amb la planificació i el temps per posar-les en marxa, que l'ajudarà a sobreviure i fins i tot a sortir amb vida de l'illa durant la pel·lícula.
Això els va portar a una sèrie de preguntes sobre la supervivència d'un ésser humà sol, i van decidir assessorar-se amb l'ajuda d'experts en tecnologies rudimentàries per assegurar-se què era possible i què no ho era. Broyles es va desplaçar en persona a una illa on va poder posar en pràctica algunes de les idees per a comprovar-ne l'eficàcia i viure en persona la frustració d'un nàufrag. Hanks, per a fer el paper de nàufrag, va haver de perdre uns 20 quilos de pes que tenia en la primera part de la pel·lícula.

## Repartiment
- Tom Hanks: Chuck Noland
- Helen Hunt: Kelly Frears
- Nick Searcy: Stan
- Jenifer Lewis: Becca Twig
- Chris Noth: Jerry Lovett
- Lari White: Bettina Peterson
- Vince Martin: Albert "Al" Miller
- Geoffrey Blake: Maynard Graham

## Premis i nominacions

### Premis
- 2001: Globus d'Or al millor actor dramàtic per Tom Hanks

### Nominacions
- 2001: Oscar al millor actor per Tom Hanks
- 2001: Oscar al millor so per Randy Thom, Tom Johnson, Dennis S. Sands, William B. Kaplan i Naughty Marietta
- 2001: BAFTA al millor actor per Tom Hanks

## Al voltant de la pel·lícula
- D'acord amb l'esmentat a la pel·lícula, Chuck es dirigia correctament cap al nord-est, encara que únicament va poder recórrer 700 km, una distància molt petita dins de l'oceà Pacífic per la qual cosa si hi va haver un intent d'arribar a alguna població propera aquesta hagués resultat infructuosa i va ser gràcies al vaixell contenidor que es topa amb ell i que va aconseguir salvar la vida.
- Tot i no constar en els crèdits, FedEx va finançar aquesta pel·lícula, i la marca d'articles esportius Wilson va tenir també la seva participació econòmica. Mentre la primera és un referent permanent en la pel·lícula, la segona es presenta literalment com a mascota i companyia. Finalment, la promoció publicitària es converteix, sobretot en els primers 20 minuts, en part fonamental de la trama.